# 2017 في أستراليا
فيما يلي قوائم الأحداث التي وقعت خلال عام 2017 في أستراليا.

## أحداث
- 14 يوليو – أزمة أهلية البرلمان الأسترالي 2017

## سياسة

### تعيين في المنصب
- 24 يناير – جريج هنت وزير رياضة [الإنجليزية]‏، وزير الصحة [الإنجليزية]‏.
- 16 ديسمبر – جون ألكسندر عضو مجلس النواب الأسترالي.

### انتهاء فترة المنصب
- 24 يناير – جريج هنت وزير الصناعة والابتكار [الإنجليزية]‏.
- 31 يوليو – كريس باك عضو مجلس الشيوخ الأسترالي [الإنجليزية]‏.
- 11 نوفمبر – جون ألكسندر عضو مجلس النواب الأسترالي.

## رياضة
- 29 يناير – سباق كاديل ايفانز 2017 الفائزون فريق أستراليا لركوب الدراجات للرجال 2017، كاميرون ماير، نيكياس أرندت، Jhonatan Restrepo [الإنجليزية]‏، Conor Dunne [الإنجليزية]‏، الكسندر بورتر (دراج)، سيمون جيرانس.

## أفلام
من الأفلام التي صدرت هذه السنة في أستراليا:
- 1 يناير – هاكسو ريدج من إخراج ميل غيبسون.
- 20 يناير – متلازمة برلين من إخراج كيت شورتلاند.
- 2 مارس – جاسبر جونز من إخراج ريتشل بيركنز.
- 12 مايو – فضائي: كوفينانت من إخراج ريدلي سكوت.
- 21 ديسمبر – الركاب من إخراج مورتين تيلدوم.
- 26 ديسمبر – ريزدنت إيفل: ذي فاينال شابتر من إخراج بول أندرسون.

## وفيات

### يناير
- 16 يناير – بيتر جونز (مواليد 1933) سياسي أسترالي.
- 31 يناير – جون بيسلي (مواليد 1930) متسابق دراجات أسترالي.

### أبريل
- 10 أبريل – جاك أهيرن (مواليد 1924)

### يوليو
- 21 يوليو – بيتر دوهان (مواليد 1961) لاعب كرة مضرب أسترالي.
- 23 يوليو – ميرفين روز (مواليد 1930) لاعب كرة مضرب أسترالي.

### أغسطس
- 6 أغسطس – بيتي كثبرت (مواليد 1938)
- 15 أغسطس – ستيفن ولدريدج (مواليد 1977) درّاج طريق أسترالي.

### سبتمبر
- 23 سبتمبر – تشارلز أوسبورن (مواليد 1927)